# Staatsreligion
Staatsreligion (auch offizielle Religion) ist eine von einem Staat gegenüber anderen Religionen bevorzugte Religion.

## Typen der Staatsreligionen
Staatsreligionen (bzw. in Europa auch als Staatskirchen bezeichnet) sind in unterschiedlich starkem Ausmaß mit dem Staat verbunden oder von ihm abhängig. Der Staat identifiziert sich mit einer Religion und erkennt diese als „seine“ Religion an.
Die schwächste Ausprägung einer Staatsreligion ist die Nennung der religiösen Zugehörigkeit der Bevölkerung, wie etwa die französische Verfassung von 1830 mit ihrer Feststellung der überwiegend römisch-katholischen Glaubenszugehörigkeit der Franzosen. In Ländern mit christlich-orthodoxen Nationalkirchen besteht eine hohe, historisch gewachsene Identifikation der Gesellschaft mit den einheimischen Kirchen. Daraus ergeben sich faktisch mitunter enge Beziehungen und auch Unterstützung durch den Staat, ohne dass die Nationalkirchen eigens in den Verfassungen als Staatskirchen bezeichnet würden.
Eine geringe Ausprägung ist gegeben, wenn der Staat zwar eine Religion institutionell bevorzugt, gleichzeitig aber die individuelle Religionsfreiheit uneingeschränkt gewährleistet. Beispiele hierfür sind aktuell insbesondere das Vereinigte Königreich (nur Landesteil England) und Dänemark, bis 2000 auch Schweden sowie bis 2012 Norwegen. In diesen Staaten ist/war die anglikanische bzw. lutherische Kirche Teil des Staates und wurde auch vom Staat kontrolliert. Der König von Großbritannien ist zugleich Oberhaupt der anglikanischen Church of England („Fidei defensor“), ebenso ist der König von Dänemark zugleich Oberhaupt der lutherischen Kirche von Dänemark. Innerkirchliche Entscheidungen ergehen in Form von staatlichen Gesetzen, die Kirchen sind als Teil des Staates zur Gewährung zum Beispiel von Glaubensfreiheit verpflichtet. Aus diesen Beispielen lässt sich erkennen, dass mit einer Staatsreligion nicht zwangsläufig eine fehlende individuelle Religions- oder Weltanschauungsfreiheit verbunden ist.
Mit der Stellung als Staatsreligion geht zumeist auch eine finanzielle Bevorzugung der entsprechenden Religionsgemeinschaft einher.
In einigen islamischen Ländern ist die Verbindung zwischen Staatswesen und Religion umfangreicher, indem Grundlage des Gemeinwesens die religiösen Regeln einer Strömung des Islam sind. Die inhaltliche Identifikation mit einer Religion geht einher mit der Verfolgung Andersgläubiger und insbesondere den von der Staatsreligion Abgefallenen. Beispiele hierfür sind der Jemen und insbesondere Saudi-Arabien. Der Staat hat hier auch die Aufgabe, die „wahre“ Religion zu beschützen und zu bewahren, und sichert so den Zusammenhalt der Gesellschaft und die innenpolitische Stabilität.

## Geschichte
Bedingt durch die enge Verflechtung von staatlichen und religiösen Aufgaben (häufig wurden Götter auch für Kriegsführung und Rechtsprechung angerufen) entwickelten sich in vielen Staatswesen Staatsreligionen. Gelegentlich konnten unterschiedliche Religionen nebeneinander bestehen und toleriert werden, etwa in Großreichen oder Handelsstädten, in denen Menschen verschiedener Kulturen zusammenlebten.
Zur Situation in der Antike siehe
- römische Religion
- konstantinische Wende
- Abschnitt Reichskirche im römischen Reich bei Kirchengeschichte
- das Dreikaiseredikt aus dem Jahre 380

Im europäischen Mittelalter war verbreitet die christliche Religion zur Staatsreligion geworden. Mit der Reformation Anfang des 16. Jahrhunderts kam es zu Kriegen zwischen Protestanten und Katholiken. Im Heiligen Römischen Reich fand man im Augsburger Religionsfrieden 1555 die Kompromissformel Cuius regio, eius religio, die jedem Fürsten erlaubte, für sein Territorium die Religion festzulegen. Der Westfälische Friede 1648 ging davon ab, indem nun jede Religion im ganzen Reich toleriert wurde oder werden konnte, ein Prinzip, das sich in vielen europäischen Staaten mit der Aufklärung bis zum Ende des 18. Jahrhunderts mehr und mehr durchsetzte.

## Besonderheiten
- Seit dem Ersten Vatikanischen Konzil in der zweiten Hälfte des 19. Jahrhunderts war es explizite katholische Lehre, dass der römisch-katholische Glaube als einzig wahre Religion in katholisch dominierten Staaten auch in den Rang einer Staatsreligion zu erheben sei. Diese Konzeption wurde auf dem Zweiten Vatikanischen Konzil aufgegeben, indem in der Erklärung Dignitatis humanae die Religionsfreiheit einschließlich der öffentlichen nichtkatholischen Religionsausübung und des Diskriminierungsverbotes positiv bewertet wurden. In mehreren südeuropäischen Staaten mit vorwiegend katholischer Bevölkerung wurden in der Folge entsprechende Verfassungsregelungen gestrichen, zuletzt in Italien 1984. In anderen Staaten, wie zum Beispiel auf Malta, ist der Katholizismus weiterhin Staatsreligion.
- In Deutschland wurde mit Inkrafttreten der Weimarer Reichsverfassung in Art. 137 Abs. 1 jegliche Staatskirche verboten. Dieses Verbot hatte zuvorderst Auswirkungen auf die evangelischen Landeskirchen, die sich zwar bereits im 19. Jahrhundert weitgehend von der staatlichen Verwaltung gelöst hatten, jedoch weiterhin dem jeweiligen Landesherrn als ihrem „obersten Bischof“ unterstanden (sog. landesherrliches Kirchenregiment). Durch das Staatskirchenverbot wurde dieser staatlichen Leitung der Kirche die Grundlage entzogen. Der Status als Körperschaft des öffentlichen Rechts wurde jedoch nach Art. 137 Abs. 5 Weimarer Verfassung beibehalten und für andere Religions- und Weltanschauungsgemeinschaften explizit geöffnet. Nach Art. 140 wurde dies ins Grundgesetz übernommen.
- In der Schweiz gibt es weder auf Bundes- noch auf kantonaler Ebene eigentliche Staatsreligion(en). Die Zuständigkeit im Staatskirchenrecht ist auf der kantonalen Ebene angesiedelt, und entsprechend kann jeder Kanton verschiedene Konfessionen und Religionen (evangelisch-reformiert, römisch-katholisch, christkatholisch, jüdisch) öffentlich-rechtlich anerkennen (Landeskirchen). Die Verhältnisse entsprechen damit mehr oder weniger denjenigen in Deutschland, indem gewissen Religionsgemeinschaften eine formal herausgehobene Stellung zugesprochen werden kann, ohne dass damit andere eingeschränkt und folglich diskriminiert würden. Eine «strikte» Trennung von Staat und Religionsgemeinschaften wurde in den Kantonen Genf und Neuenburg durchgeführt, wo nach dem Vorbild Frankreichs alle Religionsgemeinschaften dem Privatrecht unterstellt sind.
- In Liechtenstein ist die römisch-katholische Kirche eine Landeskirche und genießt als hervorgehobene Religion den vollen Schutz des Staates. Im Juni 2011 wurde allerdings ein Gesetzesentwurf vorgestellt, der die Gleichberechtigung aller Religionsgemeinschaften und das Ende der Staatsreligion vorsieht.[1]
- In Norwegen hat sich 2012 der Status der Staatsreligion dahingehend geändert, dass die evangelisch-lutherische Kirche (Den norske kirke) nun nicht mehr als „Staatskirche“, sondern als „Volkskirche“ figuriert. Faktisch bedeutet dies eine institutionelle Trennung; so ist etwa der Monarch nicht mehr Oberhaupt der Kirche, sondern diese ernennt ihre Bischöfe selbst. Seit dem 1. Januar 2017 ist sie ein vom norwegischen Staat unabhängiges Rechtssubjekt.
- Die schwedische Kirche finanziert sich seit dem Jahr 2000 durch Kirchensteuern.
- Auf Malta ist die römisch-katholische Kirche Staatsreligion. Neben einem bevorzugten Status sind z. B. auch Abtreibungen und „Baden oben ohne“ streng verboten und strafbar. Am 29. Mai 2011 stimmten die Malteser in einer Volksbefragung für das Scheidungsrecht.
- Die Russisch-Orthodoxe Kirche genießt seit dem Zerfall der Sowjetunion 1991 eine bevorzugte Behandlung in Russland. Ihren bis zur Oktoberrevolution 1917 innegehabten Status einer Staatsreligion hat sie allerdings nicht wieder erlangt.
- Im Osmanischen Reich war die sunnitisch-islamische Rechtsschule der Hanafiten Staatsrechtsschule. In der modernen Türkei sind Staat und Religion laut Verfassung zwar getrennt; in der Praxis allerdings gibt es enge Verbindungen zwischen dem Staat und dem sunnitischen Islam. Die Verwaltung der sunnitischen Einrichtungen obliegt einer direkt dem Staatspräsidenten (bis 2018 dem Amt des türkischen Ministerpräsidenten angegliederten und damit dem jeweils amtierenden Ministerpräsidenten unterstehenden) staatlichen Religionsbehörde, dem mit weitreichenden Befugnissen ausgestatteten Präsidium für religiöse Angelegenheiten.
- In den Vereinigten Staaten von Amerika bzw. in deren Vorläufern, den einstigen Kolonien, wurde bereits im 17. Jahrhundert die Trennung von Kirche und Staat garantiert. Jedoch hat das Christentum in der gesamten Geschichte der USA bis heute eine erhebliche Rolle gespielt.
- In Äthiopien wurden Kirche und Staat 1994 getrennt. Vor 1974 hatte die Äthiopisch-Orthodoxe Tewahedo-Kirche einen stark bevorzugten Status. Besonders die muslimische Minderheit war starker Diskriminierung ausgesetzt.

## Liste der Staaten mit Staatsreligion

Länder mit Staatsreligionen:

| Christentum (allgemein) Katholisches Christentum Orthodoxes Christentum Lutherisches Christentum Anglikanisches Christentum Calvinistisches Christentum Methodistisches Christentum | Islam (allgemein) Sunnitischer Islam Schiitischer Islam Ibaditischer Islam | Theravada-Buddhismus Vajrayana-Buddhismus | Keine Staatsreligion |

### Keine Staatsreligion
- Deutschland (Art. 137 Abs. 1 Weimarer Verfassung; Art. 140 Grundgesetz für die Bundesrepublik Deutschland)
- Vereinigte Staaten (1. Zusatzartikel zur Verfassung der Vereinigten Staaten)

### Christentum
- Sambia (Verfassung von 1991, Präambel)

Römisch-Katholisch
- Costa Rica (Verfassung von 1949, Art. 75)
- Liechtenstein (Verfassung von 1921, Art. 37)
- Malta (Verfassung von 1964, Sec. 2)
- Monaco (Verfassung von 1962, Art. 9)
- Vatikanstadt (Theokratie)

Orthodox
- Georgien (Verfassung von 1995, Art. 8)
- Griechenland (Verfassung von 1975, Art. 3)

Evangelisch-lutherisch
- Dänemark (Grundgesetz von 1953, § 4, Dänische Volkskirche)
- Island (Verfassung von 1944, Art. 62)
- Norwegen (Grundgesetz von 1814, § 16)

Anglikanisch
- England (Church of England)

Reformiert (Calvinistisch)
- Tuvalu (Verfassung von 1986, Präambel)

Methodistisch
- Tonga (Verfassung von 1875, Sec. 6)

### Buddhismus
Theravada
- Kambodscha (Verfassung von 1993, Art. 43)
- Myanmar (Verfassung von 2008, Sec. 361)
- Thailand (Verfassung von 2007, Art. 79)
- Sri Lanka (Verfassung von 1978, Sec. 9)

Tibetisch
- Bhutan (Verfassung von 2008, Art. 3)

### Islam
- Bahrain (Verfassung von 2002, Art. 2)
- Irak (Verfassung von 2004, Art. 7)
- Jemen (Verfassung von 1991, Art. 2)

Sunnitisch
- Ägypten (Verfassung von 2014, Art. 2)
- Afghanistan (Verfassung von 2004, Art. 2)
- Algerien (Verfassung von 1976/1996, Art. 2)
- Bangladesch (Verfassung von 1972, Sec. 2A); Abschaffung der Staatsreligion war Gegenstand eines Gerichtsverfahrens und wurde 2016 abgelehnt[2]
- Brunei (Verfassung von 1959, Art. 3)
- Dschibuti (Verfassung von 1992, Art. 1)
- Jordanien (Verfassung von 1952, Art. 2)
- Katar (Verfassung von 2003, Art. 1)
- Komoren (Verfassung von 2018, Art. 97)
- Kuwait (Verfassung von 1962, Art. 2)
- Libyen (Verfassung von 2011, Art. 1)
- Malaysia (Verfassung von 1957, Art. 3)
- Malediven (Verfassung von 2008, Art. 10)
- Marokko (Verfassung von 1992, art. 6)
- Mauretanien (Verfassung von 1991, Art. 5)
- Pakistan (Verfassung von 1973, Sec. 2)
- Palästina (Verfassung von 2003, Art. 4)
- Saudi-Arabien (Grundgesetz von 1992, Art. 1)
- Somalia (Verfassung von 2012, Art. 2)
- Tunesien (Verfassung von 2022, Art. 5)
- Vereinigte Arabische Emirate (Verfassung von 1971, Art. 7)

Schiitisch
- Iran (Theokratie; Verfassung von 1979, Art. 12)

Ibaditisch
- Oman (Verfassung von 1996, Art. 2)